# ميناء بايكونور الفضائي

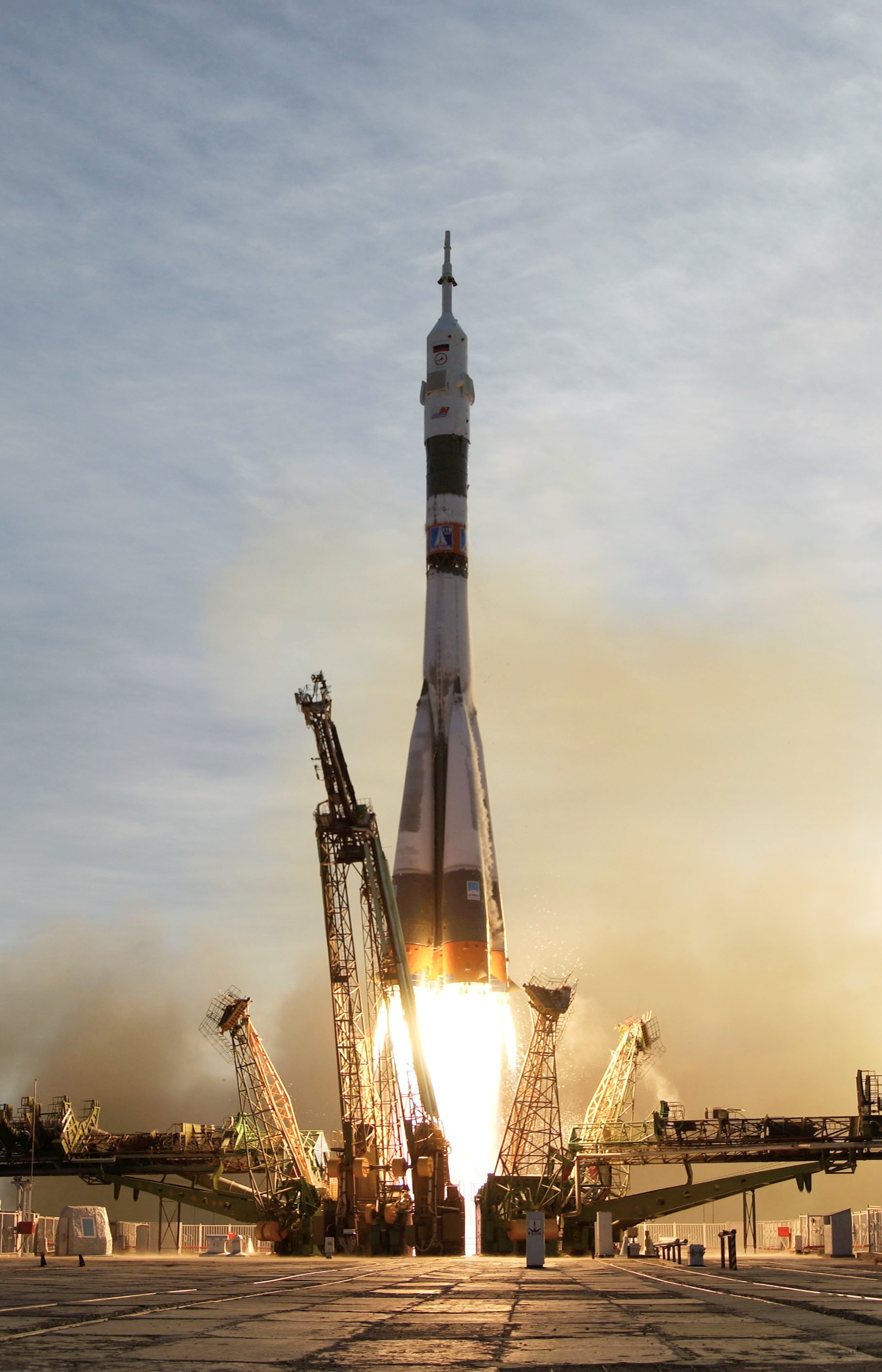
إطلاق سيوز TMA-5 في 2004.

ميناء بايكونور الفضائي (بالروسية: Космодром Байконур) (بالقازاقية: Байқоңыр Космодромы) هو ميناء فضائي دولي تشارك فيه كل من روسيا وأوكرانيا وكازاخستان بالإضافة إلى مختلف البرامج الأوروبية والآسيوية. يقع في وسط كازاخستان، ولكن ليس بقرب المدينة التي تحمل اسم بايكونور وذلك في إطار مكافحة التجسس خلال الحرب الباردة يقع على خط العرض 45,6° وخط الطول 63,3° E., على بعد 200 كم شرق بحر آرال بالقرب من مدينة تيوراتام التي تعد محطة هامة على خط السكك الحديدية الرابط بين موسكو وطشقند.
تم بناء المركز من قبل الاتحاد السوفياتي وافتتح في 2 فبراير 1955. وتم تصميمه في البداية كقاعدة لتجارب الصواريخ البالستية العابرة للقارات. ثم أطلقت منه الصواريخ الحاملة لكل من سبوتنيك 1 وسبوتنيك 2 ويوري غاغارين إلى الفضاء.
رغم أن المركز كان يتقاسم معظم مهام إطلاق المركبات الفضائية السوفياتية مع مطار بليسيتسك الفضائي [الإنجليزية] إلا أن التكامل بينهما كان أكثر منه تنافساً: فقرب مطار بليسيتسك الفضائي من القطب الشمالي كان يميزه لإطلاق الصواريخ إلى المدارات المرتفعة أما مركز بايكونور فكان أكثر عملية لإطلاق المركبات نحو المدارات القريبة كمدار محطة الفضاء الدولية. كما أن معدات الإطلاق به تسمح بإطلاق صواريخ أكبر.
ومن هذا المنطلق يستعمل المركز اليوم في الرحلات الروسية والعالمية وبما أنه يوجد في قلب الأراضي الكازاخستانية فإنه لم يعد يمكن استعماله لأغراض عسكرية من قبل روسيا. ويستعمل المركز اليوم خاصة لإطلاق صواريخ سويوز.